# Gerardo García Castillo
Gerardo García Castillo (Monclova, 27 de julio de 1965) es un político y empresario mexicano, exmiembro del Partido Acción Nacional y exalcalde de Monclova.

## Biografía
García Castillo es uno de los cinco hijos de Adolfo García (técnico electricista), y de Alicia Castillo Suárez (ama de casa). Formó su familia con Ana Patricia Esquivel, con quien tiene dos hijos, Gerardo y Alan García Esquivel.
Es licenciado en Administración de Empresas por la Universidad Autónoma de Coahuila, cuenta con la especialidad en Administración pública por el ITESM, además es fundador de la Empresa Cordigas S.A de C.V.

## Trayectoria política
Desde 1982 ingresó a las filas del Partido Acción Nacional formando parte como miembro de la agrupación de jóvenes Acción Juvenil, donde participó en varias ocasiones como representante de dicho partido ante instituciones electorales. En 1994 se convirtió en Secretario General de la Delegación Municipal de Monclova y un año después fue presidente de dicha delegación.
En 1996 fue se convirtió en Consejero Estatal del PAN en Coahuila y en 1997 fue regidor en el ayuntamiento de Monclova, durante la administración de 1997-a 1999. En 2013 resultó ganador de las Elecciones para Presidente Municipal para entrar en funciones en 2014.

## Trayectoria laboral
En 2009 se convirtió en Integrante del Consejo de la Cámara de Comercio y Turismo de Coahuila cargo que ocupó hasta 2011, para convertirse en Consejero de la Coparmex de la región Centro-Carbonífera de Coahuila. En el sector privado se desarrolló en empresas como Guantes y Seguridad Industrial, Graficentro de Monclova, en Altos Hornos de México S.A de C.V y en el Grupo Acerero del Norte, todas en direcciones comerciales y administrativas. Es fundador y director general de la Empresa Cordigas S.A de C.V.